# رينيه مولر
رينيه مولر (بالألمانية: René Müller)‏ (11 فبراير 1959 لايبزيغ ألمانيا - ) هو لاعب كرة قدم ألماني يلعب كحارس مرمى.

## وصلات خارجية
رينيه مولر على موقع قاعدة بيانات كرة القدم.إي يو (الإنجليزية)
- رينيه مولر على موقع بيانات كرة القدم. دي إي (الألمانية)
- رينيه مولر على موقع ناشيونال فوتبول تيمز (الإنجليزية)
- رينيه مولر على موقع عالم كرة القدم.نت (الإنجليزية)